# Panzerjägertruppe (Bundeswehr)

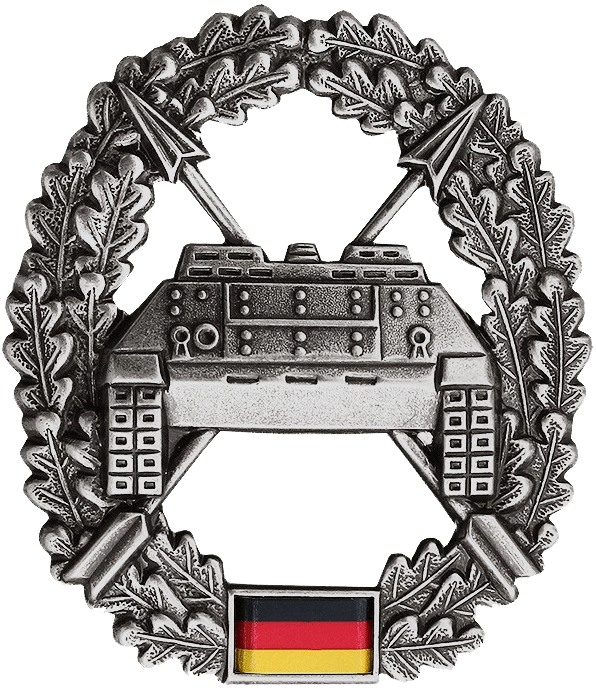
Truppengattungsabzeichen der Panzerjägertruppe

Die Panzerjägertruppe war eine Truppengattung des Heeres der Bundeswehr. Sie zählte zuletzt zu den gepanzerten Kampftruppen. Hauptaufgabe war die Panzerabwehr. Im Jahr 2006 wurde die Panzerjägertruppe der Bundeswehr außer Dienst gestellt.

## Auftrag

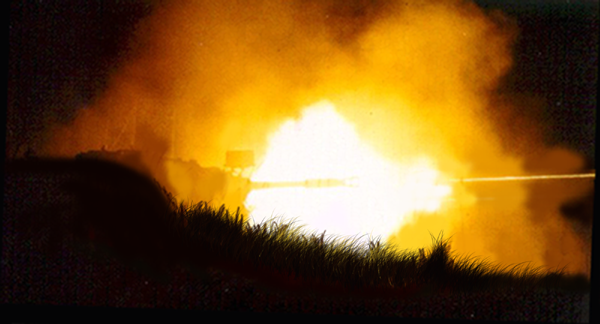
Kanonenjagdpanzer beim Nachtschießen

Auftrag war die Panzerabwehr – also die Bekämpfung feindlicher Kampf- und Schützenpanzer. Gleichzeitig konnte die Truppe Geländeräume überwachen. Die Panzerjägertruppe kämpfte, ausgestattet mit Jagdpanzern, im Verbund mit der Panzer- und Panzergrenadiertruppe und war dazu mittels selbständiger
Kompanien bei der Brigade, später zugweise in die schweren Panzergrenadierkompanien eines jeden Panzergrenadierbataillons eingegliedert. Ihre Panzer konnten dabei die Flanken der eigenen Panzer- und Panzergrenadierverbände schützen oder deren Feuer in der Panzerabwehr aus zweiter Linie verstärken.
Jagdpanzer waren kostengünstige Waffensysteme, die durch ihre niedrige Silhouette vor allem in vorbereiteten Stellungen unauffällig waren. Ihre weitreichende und durchschlagskräftige Panzerabwehrkanone, später auch ihre Panzerabwehrlenkwaffen in Verbindung mit leistungsfähiger Optik und Zielerfassung ermöglichten die Bekämpfung auch weit entfernter und schwer gepanzerter Ziele.
Anders als Kampfpanzer verfügten Jagdpanzer über keinen drehbaren Panzerturm, was den Wirkungsbereich erheblich einschränkte; allerdings konnte der Jagdpanzer selbst sehr schnell auf der Stelle drehen. Der Schwerpunkt der eigenen Panzerung lag in Erwartung eines Frontalangriffs auf der Stirnseite, während die anderen Seiten relativ schwach gepanzert waren. Der fehlende Turm und die selektive Panzerung trugen zu den relativ geringen Kosten und der schnellen Produktionszeit der Jagdpanzer bei. Aufgrund dieser Merkmale war es daher das Ziel, aus überhöhten, zumeist flankierenden und entlang der zu erwartenden Angriffsrichtung vorbereiteten Feuerstellungen heraus angreifende feindliche Panzerfahrzeuge zu bekämpfen, noch bevor diese die Jagdpanzer in ihren getarnten Stellungen aufklären und bekämpfen konnten und/oder noch bevor die Jagdpanzer in die Reichweite der feindlichen Kampfpanzer gelangten.

## Geschichte

### Aufstellung

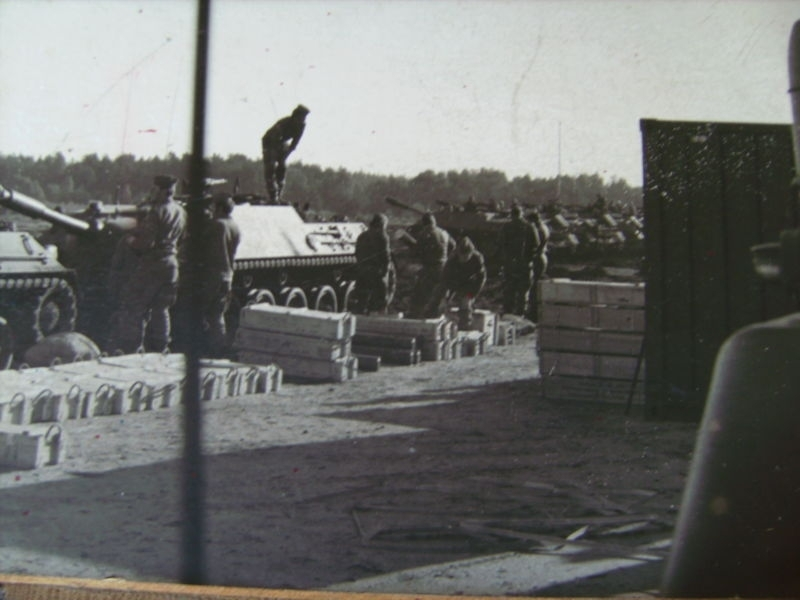
Panzerjäger auf der Schießbahn

Die Panzerjägertruppe wurde 1956 aufgestellt, in Kompaniestärke als Brigadetruppen. Sie setzte anfangs US-amerikanische Panzer der Modelle M41 und M47 ein. Später erhielt die Truppe auch M48 sowie die drahtgesteuerte Rakete SS 11 auf Schützenpanzer HS 30 mit der Typbezeichnung Raketenjagdpanzer 1. Ab Mitte der 1960er Jahre wurden diese durch den Kanonenjagdpanzer und den Raketenjagdpanzer 2 ersetzt. Diese wiederum wurden in den 1970er und 1980er Jahren durch den Jagdpanzer Jaguar 1 und 2 abgelöst.
Bis Anfang der 1990er Jahre waren bei der Heimatschutztruppe in den gekaderten Panzerjägerkompanien noch Kanonenjagdpanzer im Dienst. Die Panzerbataillone der Heimatschutzbrigaden waren mit Kampfpanzer M48A2C ausgerüstet und dienten mehr als Panzerjäger denn als Panzerbataillone. Eine ab Ende der 1980er Jahre geplante Umrüstung der Geräteeinheiten auf andere Waffensysteme fand nicht mehr statt, da diese Einheiten wegen der fehlenden Notwendigkeit aufgelöst wurden.
Die Luftlande-Panzerabwehrkompanien und die der Grenadiertruppe waren in der Frühzeit mit Panzerabwehrlenkrakete 810 auf LKW 0,25t gl ausgestattet. Diese wurden später durch die TOW abgelöst.

### Auflösung
Mit der Abschaffung des Waffensystems Jaguar 2 im Jahr 1996, und des Jaguar 1 im Jahr 2005 wurde die Panzerjägertruppe als Truppengattung 2006 aufgelöst und das bestehende Personal in die Panzertruppe, zu Teilen aber auch in die Panzeraufklärungstruppe sowie die Panzergrenadiertruppe eingegliedert.
Zu dieser Entwicklung trugen mehrere Faktoren bei. Zum einen war nach Ende des Kalten Krieges die Abwehr großer feindlicher Panzerverbände ein unwahrscheinliches Szenario. Zum anderen waren Fortschritte in der Waffentechnik dafür verantwortlich, dass die auf die Panzerjagd spezialisierten Jagdpanzer zunehmend durch andere Waffensysteme ersetzt werden konnten. Der Kampfpanzer Leopard 2 hatte eine beträchtliche Reichweite und Durchschlagskraft gepaart mit einer geeigneten Zielerfassung, die die effektive Panzerabwehr ermöglichte. Die Infanterie und die Panzergrenadiertruppe waren durch den Zulauf der Panzerabwehrlenkwaffe MILAN sowie der TOW nun ebenfalls in der Lage, feindliche Panzerfahrzeuge auf große Entfernung effektiv zu bekämpfen. Im Rahmen des Gefechts der verbundenen Waffen und der Entwicklung neuartiger Suchzünder-Munition für die Artillerie (die Bundeswehr setzt hierzu SMArt 155 ein) unterstützt heute die Artillerie bei der Panzerabwehr durch weitreichendes Feuer. Die Panzerabwehr wurde außerdem zunehmend durch Panzerabwehrhubschrauber wahrgenommen. Durch Fortschritte der vernetzten Kriegsführung können größere Panzeransammlungen auch durch Jagdbomber im Rahmen der Luftnahunterstützung (CAS) oder der Gefechtsfeldabriegelung (BAI) mit Bomblets oder Präzisionswaffen bekämpft werden.

## Ausbildung
Die Panzerjägerschule für die Panzerjägertruppe existierte neben der Panzeraufklärungsschule bis 1957 in Bremen. 1957 wurde die Panzerjägerschule (spätere Bezeichnung: Panzerabwehrschule) nach Munster verlegt. Dort wurde sie im April 1959 zur Panzerabwehrschule umbenannt, 1963 zur Kampftruppenschule III erweitert und ging nach mehreren Zwischenschritten (ab 1972 Kampftruppenschule II/III, ab 1975 Kampftruppenschule II) letztlich in der Panzertruppenschule auf. Die Ausbildung und Weiterentwicklung der Panzerjägertruppe erfolgte danach und bis zuletzt im Wesentlichen an der Panzertruppenschule in Munster. Der Kommandeur der Panzertruppenschule war gleichzeitig General der Gepanzerten Kampftruppen (heute: General der Panzertruppen). Er war verantwortlich für die Ausbildung und Weiterentwicklung der Gepanzerten Kampftruppen.

## Organisation

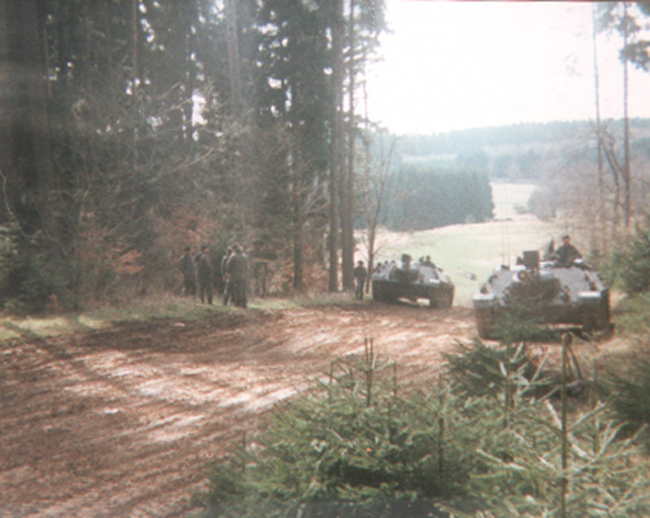
2. Zug der Panzerjägerkompanie 741 bei REFORGER 84 in Wildflecken

### Einordnung
Die Panzerjägertruppe gehörte wie die Panzertruppe, die Panzeraufklärungstruppe und die Panzergrenadiertruppe zu den gepanzerten Kampftruppen des Heeres und damit zu den Kampftruppen.
Daneben verfügten begrenzt auch andere Truppengattungen über Panzerabwehrsysteme, so die Infanterie über die MILAN und die BGM-71 TOW.
Für die Panzerabwehr verfügte (und verfügt bis heute) die Fallschirmjägertruppe über eigene Truppenteile zur Panzerabwehr. Diese Truppenteile zählten zur Fallschirmjägertruppe und nicht zu Panzerjägertruppe. Zunächst wurden drei Luftlandepanzerabwehrkompanien aufgestellt und mit dem LFK SS11 auf DKW Munga, später mit TOW auf Kraka ausgerüstet. Die Luftlandepanzerabwehrkompanien waren zunächst Brigadeeinheiten und wurden später in die 5. Kompanien der Fallschirmjägerbataillone (vgl. schwere Kompanie) eingegliedert. Diese wurden bis Mitte der 1990er Jahre zu drei Fallschirmpanzerabwehrbataillonen zusammengefasst, aber bis 2002 wieder in die schweren Kompanien rückgegliedert. Der Kraka wurde durch den Waffenträger Wiesel mit der TOW in den 5. Kompanien der Fallschirmjägerbataillone ersetzt. Die Panzerabwehrzüge (der IV. Zug) der Fallschirmjägerkompanien waren (und sind es noch heute) mit der Panzerabwehrlenkrakete MILAN auf Wolf Geländewagen ausgerüstet.
Alle Truppengattungen konnten zur Panzerabwehr aller Truppen Panzervernichtungstrupps bilden und mittels Panzerabwehrhandwaffen (v. a. Panzerfaust 3) feindliche Kampfpanzer auf kurze Distanz bekämpfen.

## Ausrüstung

### Hauptwaffensysteme
In den ersten Jahren nach ihrer Aufstellung waren US-amerikanische M41 und M47 Panzer ihre Hauptwaffen, später auch M48 und drahtgesteuerte SS 11-Raketen auf Schützenpanzern HS 30. Ab Mitte der 1960er Jahre wurden diese durch den Kanonenjagdpanzer und den Raketenjagdpanzer 2 ersetzt. Ab  den 1970er Jahren war dann der Raketenjagdpanzer Jaguar 1 das Hauptwaffensystem. Der Jaguar 1 war Waffenträger für die Panzerabwehrlenkwaffe HOT. Bis 1996 verfügte die Panzerjägertruppe auch über Raketenjagdpanzer vom Typ Jaguar 2, die mit TOW gerüstet waren. Die letzten Kanonenjagdpanzer 4-5 wurden bereits Mitte der 1980er Jahre beim Feldheer ausgemustert und wurden bis etwa 1990 nur noch beim Territorialheer eingesetzt.

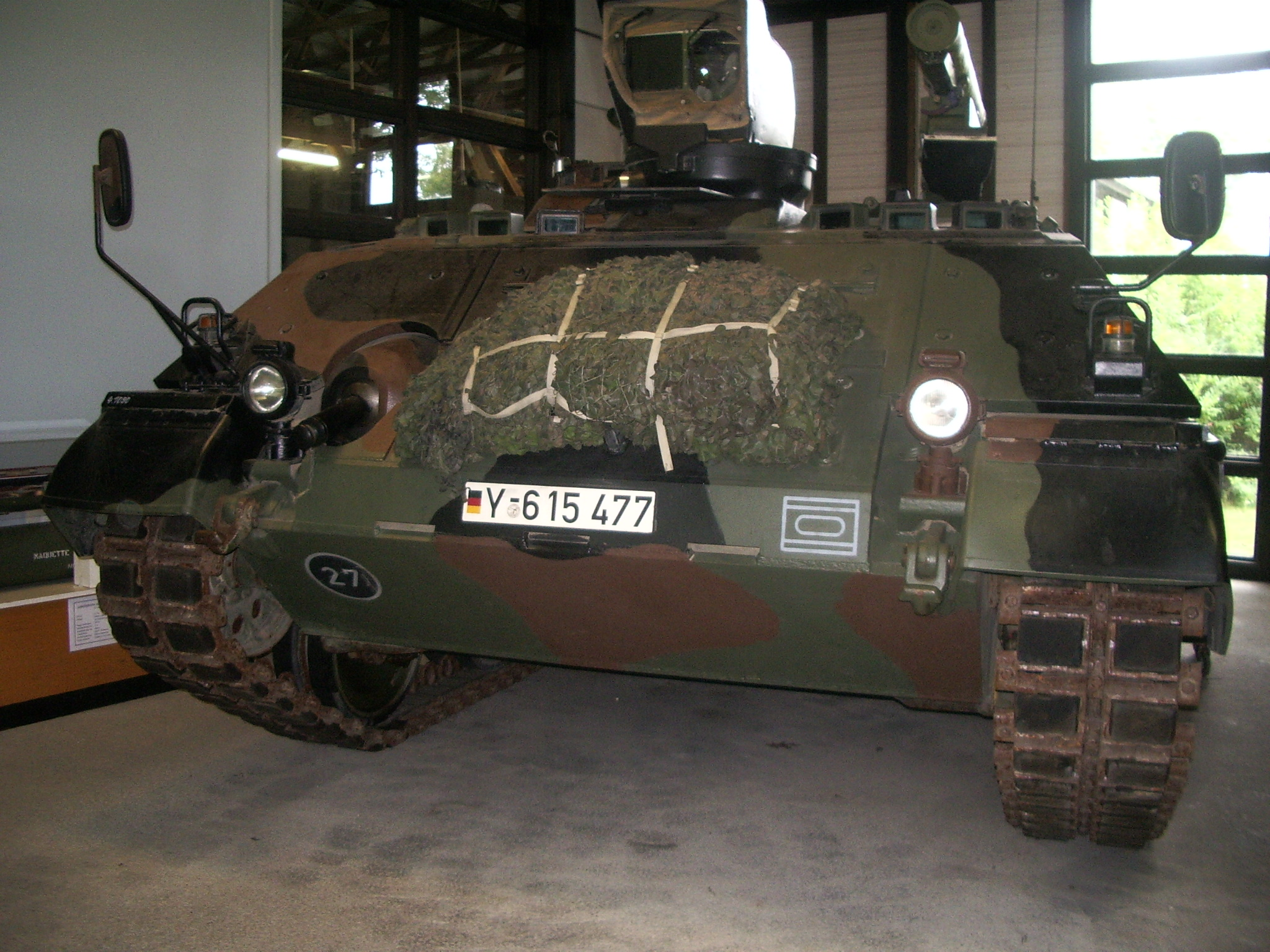
Jaguar 1
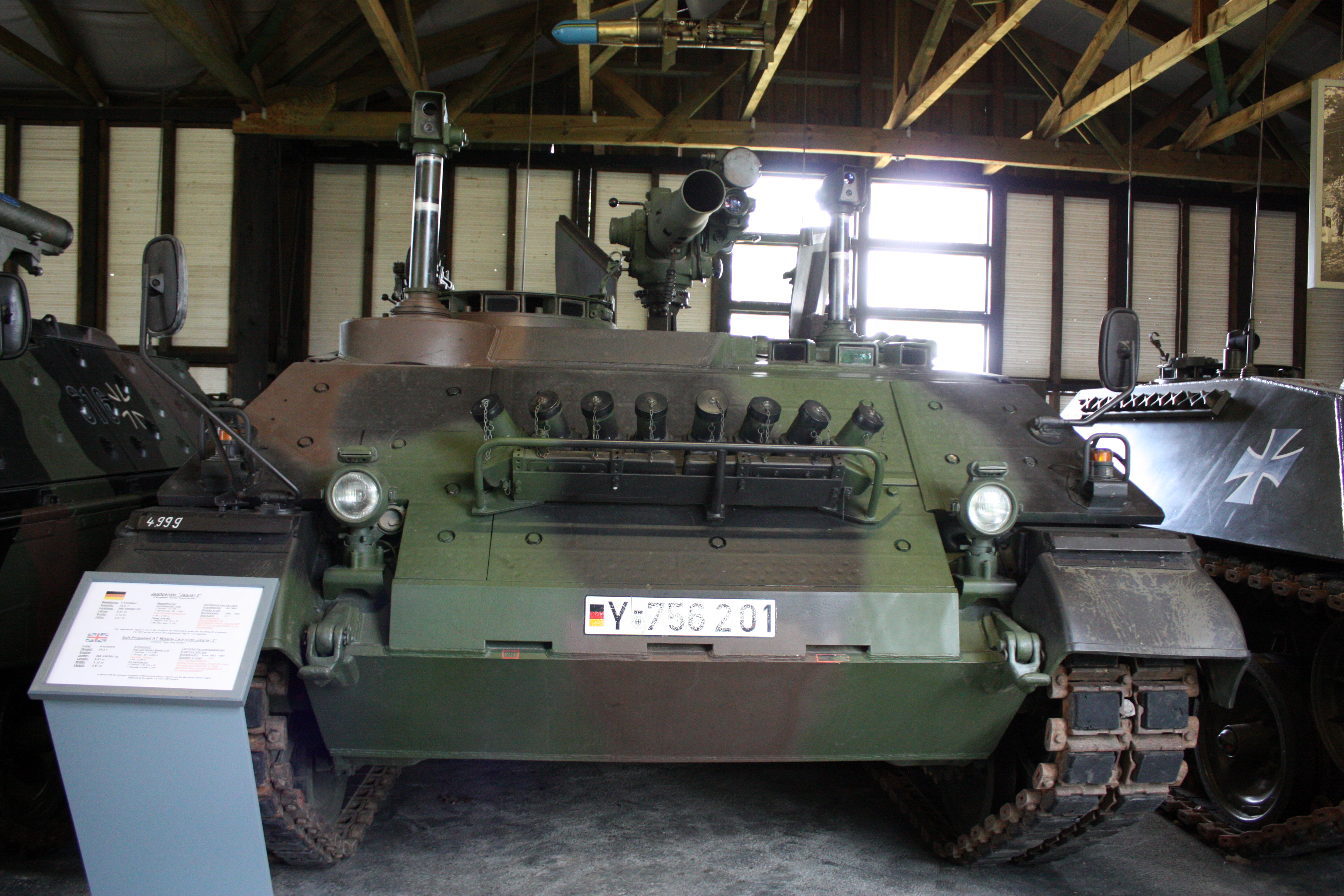
Jaguar 2
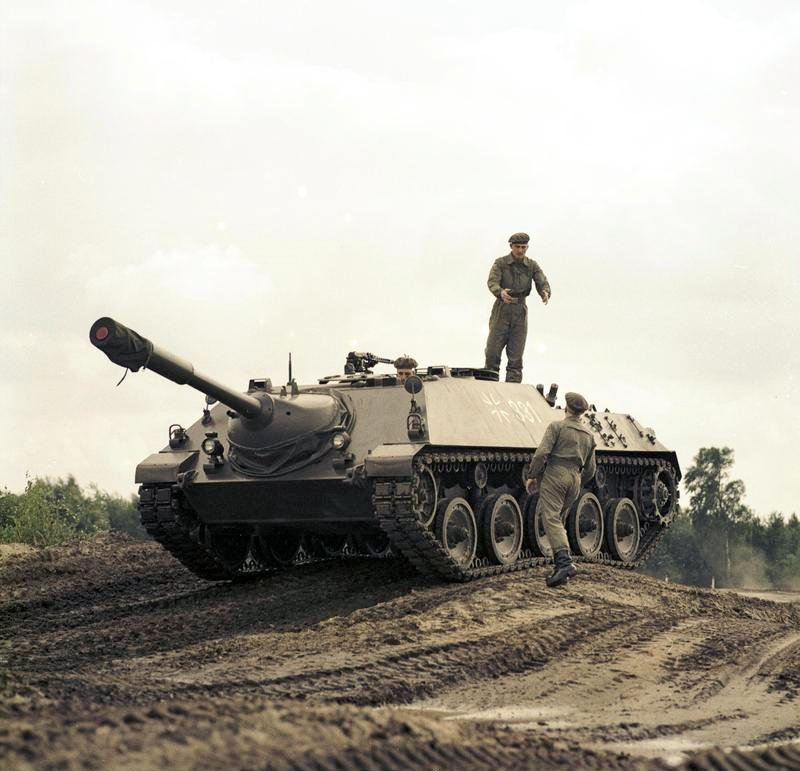
Kanonenjagdpanzer 4-5
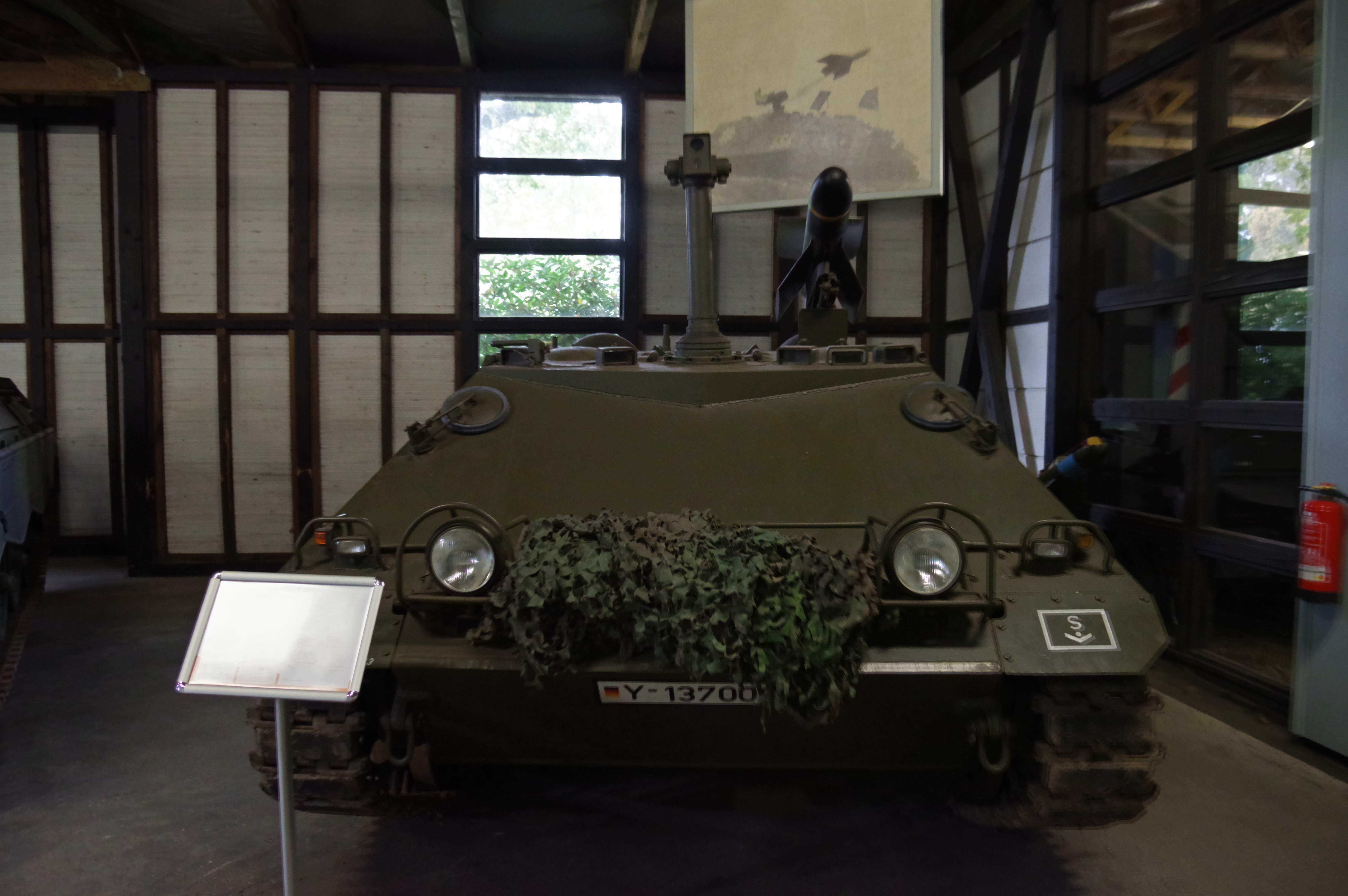
Raketenjagdpanzer 1
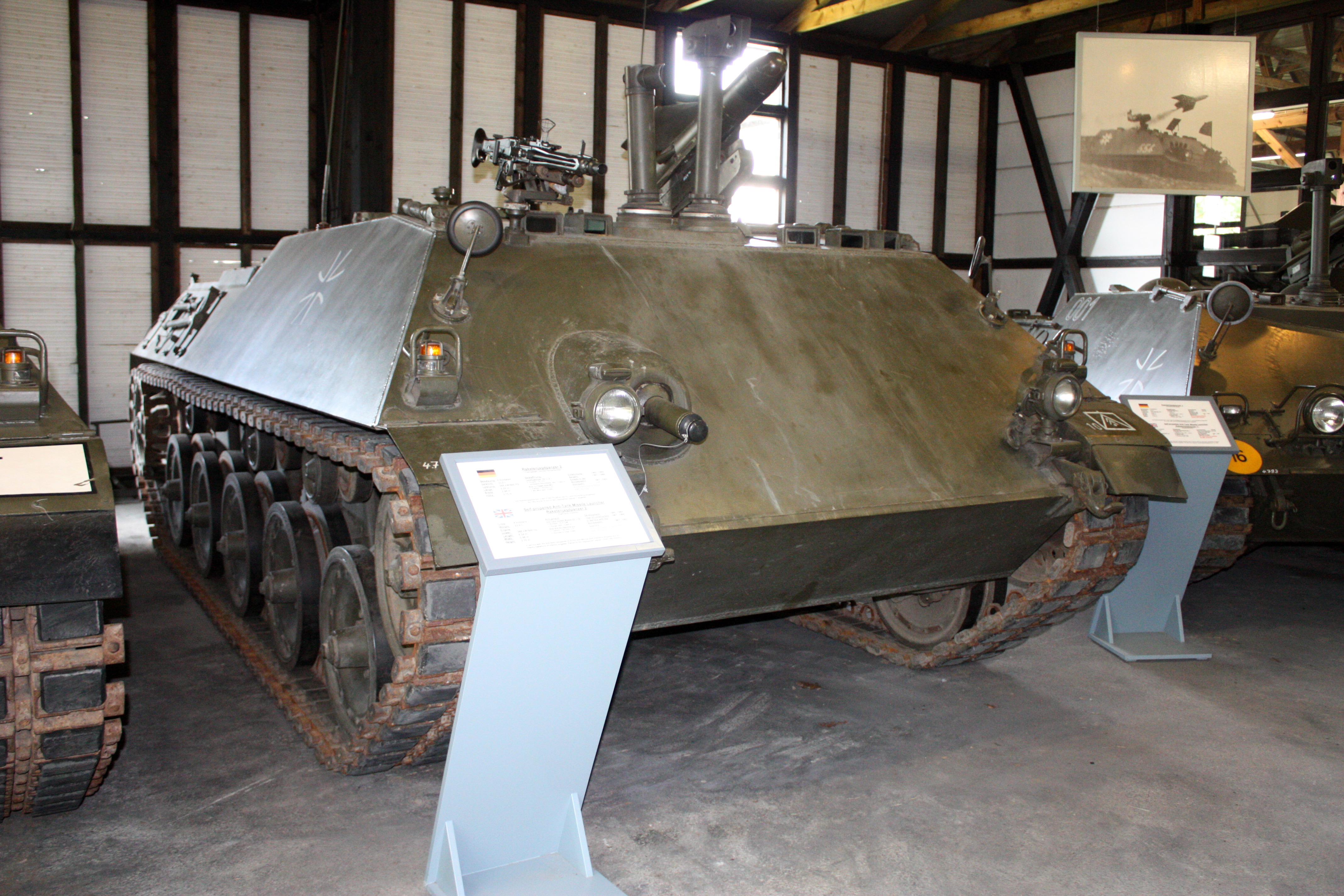
Raketenjagdpanzer 2
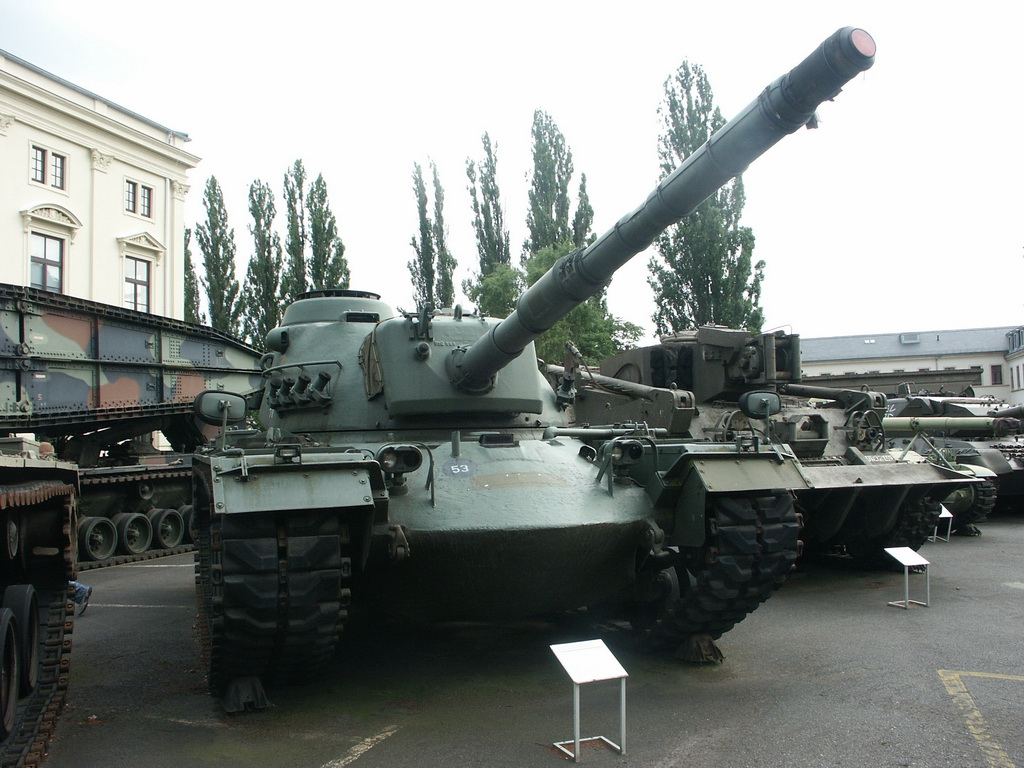
M48 A2GA2 als Panzerjäger in den N.A Jägerverbanden des Territorialheeres

### Uniform
Die Waffenfarbe der Panzerjägertruppe, Grundfarbe der Litzen und der Kragenspiegel, war wie bei der Panzertruppe zuletzt rosa. Da die Panzerjäger ursprünglich zur Infanterie gezählt wurden, war die Waffenfarbe zunächst dunkelgrün, ab 1962 wie für alle Truppengattungen der Infanterie jägergrün. Das Barett war wie bei der Panzertruppe schwarz und wurde wie bei der Panzertruppe üblich häufig auch im Gefechtsdienst getragen. 1992 erhielt die Panzerjägertruppe ein eigenes Barettabzeichen. Bis 1992 hatten sie das Truppengattungsabzeichen der Panzertruppe getragen. Das 1992 eingeführte Barettabzeichen zeigte im Eichenlaubkranz mittig einen Jagdpanzer (vermutlich ein frühes Modell Jagdpanzer Jaguar 1) vor zwei gekreuzten Pfeilen.
Diese für die Truppengattung spezifischen Uniformteile waren aber bereits Mitte der 1990er Jahre relativ selten, da nach der Auflösung der Panzerjägerkompanien als selbstständige Einheiten die meisten Panzerjäger in die Panzergrenadierbataillone eingegliedert wurden und dort Barett, Truppengattungsabzeichen und Waffenfarbe der Panzergrenadiertruppe trugen.
Panzerbesatzungen trugen statt Feldhose und Feldbluse eine einteilige Panzerkombination.

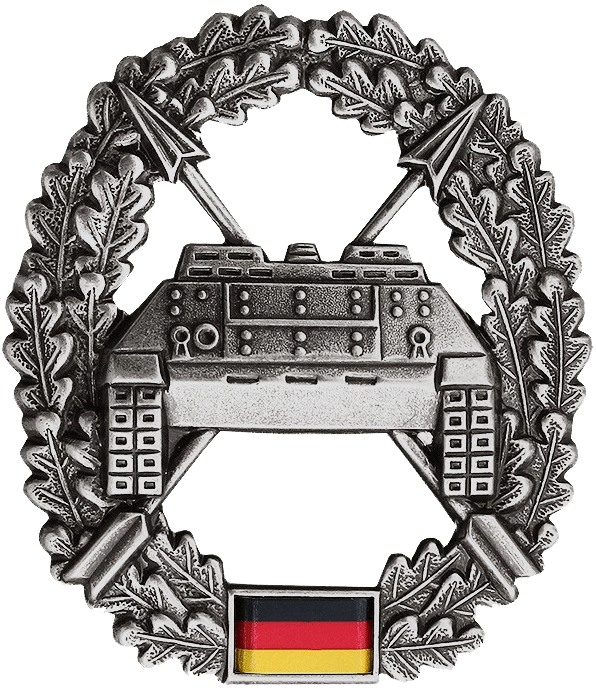
Barettabzeichen und Barettfarbe
Kragenspiegel

### Taktisches Zeichen
Das taktische Grundzeichen der Panzerjägertruppe war dem allgemeinen NATO-Schema folgend ein nach oben zeigendes Dreieck. War eine Panzerjägerkompanie mit Raketenjagdpanzern ausgestattet, wurden dem taktischen Zeichen unter dem Winkel zwei weitere, freistehende Winkel hinzugefügt, die allgemein als Kennzeichen für Raketen dienten.

Taktisches Zeichen

## Dienstgradbezeichnungen
Dienstgradbezeichnung des niedrigsten Dienstgrades Soldat in Truppenteilen der Panzerjägertruppe war Panzerjäger. Er entsprach dem Dienstgradbezeichnungen Schütze, Funker, Panzergrenadier usw. anderer Truppengattungen, Teilstreitkräfte und militärischer Organisationsbereiche. Die übrigen Dienstgrade entsprachen den allgemeinen Dienstgraden der Bundeswehr.
| Mannschaftsdienstgrad |             |                    |
| Niedrigerer Dienstgrad |             | Höherer Dienstgrad |
| - | Panzerjäger | Gefreiter          |
| Dienstgradgruppe: Mannschaften – Unteroffiziere o.P. – Unteroffiziere m.P. – Leutnante – Hauptleute – Stabsoffiziere – Generale |             |                    |